# Округ Бјуна Виста (Ајова)
Округ Бјуна Виста (енгл. Buena Vista County) је округ у америчкој савезној држави Ајова.

## Демографија
По попису из 2010. године број становника је 20.260, што је 151 (-0,7%) становника мање 2000. године.
| Група             | 2000.          | 2010.          |
| Белци             | 16.758 (82,1%) | 13.756 (67,9%) |
| Афроамериканци    | 72 (0,4%)      | 540 (2,7%)     |
| Азијати           | 884 (4,3%)     | 1.141 (5,6%)   |
| Хиспаноамериканци | 2.560 (12,5%)  | 4.608 (22,7%)  |
| Укупно            | 20.411         | 20.260         |